# 南洋幻想

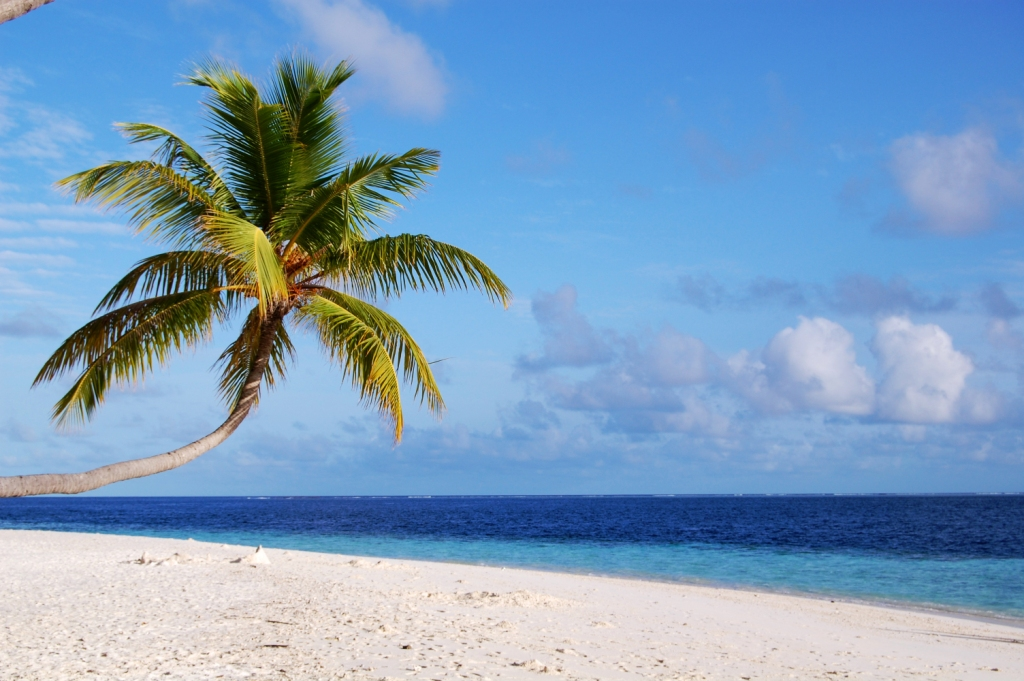
モルディブ、フィハルホヒ島のビーチ

南洋幻想（なんようげんそう）とは、寒冷な地域に出生した人が「南の島」や「南洋」に憧れを抱く感情、あるいはその概念。または、日本人がそれらの言葉を耳にした際に沸きあがる共通したイメージや感情、概念。「南洋」、「南国」、「南の島」あるいは単に「南」と称する場合もある。

## 背景
柳田國男が「南島は我々の故郷」と指摘しているような、あるいは島崎藤村が『椰子の実』で詠いあげているような、日本人が南洋に特に強い思い入れを寄せるようになるのは明治以降であり、それ以前は西方浄土や蓬萊山といった他の伝承と同じ宗教的な異界思想のひとつに過ぎなかった。その後の鎖国政策において、日本は朝鮮・琉球を「通信の国」、中国・オランダを「通商の国」と位置付け、日本を世界の中心として物事を視るという考えを一般庶民へ植え付けた。江戸時代から培われた一種異様な世界観を背景として明治に入り、琉球国が琉球藩となった後も、これを外国と見る意識と日本の一部と見る意識が交錯し、「南」に対する特別な感情の土壌を育んだと考えられている。
一説によれば、日本人の祖先の一部は南方のオーストロネシア地域から渡来したとされている。この説に基づき、日本人の間に見られる南国に対する郷愁や親近感は、隔世遺伝的な文化記憶に由来するのではないかなどという見解も存在する。
日本と南洋との関わりは、1868年（明治元年）のハワイ移民開始、1875年（明治8年）の小笠原諸島の領有に始まる。その後、1885年（明治18年）の巨文島事件や、1887年（明治20年）の海防整備の勅令などを受け、日本人の外洋への関心が一気に高まった。また、第一次世界大戦での戦勝側の国となった日本は、国際連盟からの委任を受けて、西太平洋の赤道付近に広がるミクロネシアの島々のうち、現在の北マリアナ諸島・パラオ・マーシャル諸島・ミクロネシア連邦にあたる地域を統治するようになり、「南の島」は手の届くところへやってきた。
このころ、世間にはロシアを退けて満州などの大陸へ目を向けた北進論と、南洋諸島への進出を唱える南進論の2論があった。南進論を支持する論客には、井上馨の命を受けてマーシャル諸島へ赴き『南洋探検実記』を著した鈴木経勲や、太平洋・オーストラリアを旅行し『南洋時事』を記した志賀重昂らがあった。志賀はこの本において、日本人が知っていた「東洋」と「西洋」の2つの領域とは異なる領域として「南洋」を位置付けた。さらに田口卯吉が『南洋経略論』、竹越與三郎は『南国記』を記し、太平洋地域から東南アジアに及ぶ「南」のイメージを普及させた。彼ら南進論者の特徴は、南の未開性・後進性を強調し、その開発を行うのは日本の責務であると主張した点である。
ただし政府の関心は北進で、海防論に代表されるようにもっぱらロシア帝国の南下政策に向けられており、南進は末広鉄腸の『南洋の大波濤』、須藤南翠の『曦の旋風』といった小説や、『浮城物語』論争や西郷隆盛生存説などの喧伝の中の話に過ぎず、庶民の間の娯楽の中で浸透している程度であった。
そんな中、1900年（明治33年）、後に南の島ブームの原点とも評される押川春浪が、『海島冒険記譚　海底軍艦』を発表する。この作品は当時の少年を熱狂させ、フロンティア精神、冒険心を大いにかきたてた。また、昭和初期太平洋戦争前に少年向け雑誌『少年倶楽部』に連載された島田啓三作の漫画作品『冒険ダン吉』もこれに類し幼少年の心を刺激した。また、1930年代にヒットした歌曲「酋長の娘」（石田一松作詞・作曲）も、聞く人に「裸で、無知で、官能的で、黒い肌の」人々の住む南海の楽園を想像させた。
第二次世界大戦の只中、敵性文化の排斥著しい1942年（昭和17年）10月、ジェームズ・チャーチワードの著作英: The Lost Continent of Mu（『失われたムー大陸』1931年）、英: The Children of Mu（『ムー大陸の子孫たち』1931年）の2冊を仲木貞一が抄訳した『南洋諸島の古代文化』（岡倉書房　菊版260ページ31章　初版3000部）（外部リンク『南洋諸島の古代文化』参照）が出版され、南洋幻想の概念に、新しくムー大陸が登場し、戦後の様々な作品へと融合、波及していった。
日本人が国名が示されることの無い「南の島」という言葉や「南洋」という言葉に抱く漠然とした「暖かく、未知の発見と出会いのある、ロマンチックなユートピア」であるというイメージはこうした背景から生まれている。